# INVESTIKA
INVESTIKA, investiční společnost a.s. je česká investiční společnost. V roce 2023 se zařadila mezi tři největší nezávislé investiční společnosti na českém trhu vzhledem k objemu majetku v obhospodařovaných fondech. V současné době společnost spravuje prostředky více než 82 tisíc klientů a objem jejího zhodnocovaného majetku je v hodnotě 24,2 mld. Kč.
INVESTIKA obhospodařuje a administruje investiční fondy. Od roku 2020 byla její licence rozšířena o poskytování investičních služeb a o dva roky později i o poskytování služeb ve vztahu ke standardním fondům.
V současné době působí INVESTIKA pouze v České republice a nemá žádnou pobočku v zahraničí. Prostřednictvím svého realitního fondu působí v celkem čtyřech evropských zemích – České republice, Polsku, Chorvatsku a Španělsku.

## Historie
INVESTIKA byla založena 22. května 2014. Svou činnost zahájila v roce 2015 poté, co jí Česká národní banka udělila povolení k vykonávání činnosti obhospodařování a administrace investičních fondů. Prvním investičním fondem a vlajkovou lodí společnosti se stal INVESTIKA realitní fond zaměřený na komerční nemovitosti.
V únoru 2016 byl spuštěn online portál Moje INVESTIKA, ve kterém mohou klienti a investiční zprostředkovatelé sledovat průběžný vývoj svých investic. V srpnu téhož roku došlo také k první akvizici realitního fondu. Do portfolia se zařadily dvě kancelářské budovy Pekařská Office v Praze 5. V tomto roce dosáhl fond výnosnosti 5,68 %.
V průběhu roku 2017 získal realitní fond do svého portfolia postupnými akvizicemi celkem devět regionálních nemovitostí (především kancelářských budov) a koncem roku překonal milník 1 miliardy korun aktiv pod svou správou. V roce 2018 rozšířila INVESTIKA nabídku fondů o nový produkt – fond kvalifikovaných investorů DYNAMIKA zaměřený na financování exkluzivních developerských projektů. O rok později měla společnost pod správou již 5 miliard korun. K tomuto růstu přispěla mimo jiné akvizice obchodního centra Galerie Butovice v Praze 5.
K akvizici první zahraniční nemovitosti došlo v roce 2021, kdy proběhl nákup objektu Szyperská Office Center v polské Poznani. V tomto roce navíc překročil počet klientů INVESTIKY 50 tisíc osob. V roce 2022 se stal realitní fond INVESTIKA největším nebankovním realitním fondem určeným i pro drobné investory v Česku a na Slovensku. Ve stejném roce se portfolio produktů společnosti rozšířilo o peněžní fond MONETIKA, jehož výnos je navázaný na hlavní úrokovou sazbu ČNB (dvoutýdenní repo sazbu). Ke konci roku 2022 přesáhl majetek pod správou 17 miliard korun a své peníze mělo v investičních fondech INVESTIKY zainvestováno již 61 tisíc klientů. Ke konci roku dále dokončila společnost svou největší akvizici v Polsku, kdy získala do svého portfolia komplex administrativních budov Face2Face Business Campus v Katovicích.
V roce 2023 se portfolio rozšířilo o další dva investiční fondy – fond akciových trhů EFEKTIKA a depozitní fond EUROMONETIKA. V první polovině roku překonala INVESTIKA 20 miliard korun pod správou a do konce roku zvýšila meziročně objem zhodnocovaného majetku o 41 % na 24,2 miliardy korun.
Od dubna 2024 začala společnost nabízet své investiční fondy v rámci dlouhodobého investičního produktu (DIP) a v červnu vstoupila do profesního sdružení Asociace pro kapitálový trh České republiky (AKAT), které sdružuje významné správce majetku na českém kapitálovém trhu.

## Investiční fondy
Peněžní fond MONETIKA byl spuštěn v září 2022 jako investiční alternativa k bankovním spořicím účtům a termínovaným vkladům. V roce 2023 zaznamenal čistý příliv nových investic ve výši přibližně 3,8 miliardy korun a výnos 6,32 %.
Počátkem roku 2024 představila společnost depozitní fond EUROMONETIKA pro investování v eurech. Jeho výkonnost je navázána na depozitní sazbu Evropské centrální banky.
Fond akciových trhů EFEKTIKA byl představen v říjnu 2023. Fond je vhodný pro klienty, kteří mají zájem o investování v rámci akciových trhů. Cílem fondu je dosáhnout zhodnocení na úrovni amerického akciového indexu S&P 500. V roce 2023 vykázal zhodnocení ve výši 13,94 % a v červnu 2024 překročil hranici 100 milionů korun pod správou.
Fond kvalifikovaných investorů DYNAMIKA zaznamenal v roce 2023 výnos 6,12 % a ke konci téhož roku dosáhl jeho fondový kapitál 1,6 miliardy korun.

## INVESTIKA realitní fond
INVESTIKA realitní fond je nejstarším a zároveň i největším investičním fondem společnosti INVESTIKA. Od roku 2022 se jedná o největší nebankovní realitní fond určený i pro drobné investory v Česku a na Slovensku. V roce 2022 zaznamenal druhý nejvyšší příliv investic ve své historii ve výši 3,8 miliardy korun, což zvýšilo celkový objem spravovaného majetku na 17,2 miliardy korun. Fond v tomto roce dosáhl ročního zhodnocení 7,05 %.
Nemovitosti v portfoliu investičního fondu se nacházejí celkem ve 4 zemích: v České republice (Praha, Písek, Liberec, Plzeň, Lipno nad Vltavou, Koloděje nad Lužnicí), Polsku (Katovice, Gdyně, Poznaň, Varšava, Skarbimierz), Chorvatsku (Savudrija, Fažana) a ve Španělsku (ostrov Mallorca). Ke konci roku 2023 činila celková hodnota nemovitostí ve fondu téměř 18 miliard korun.
Do portfolia realitního fondu patří dále projekt MOLO Lipno, který je financován fondem kvalifikovaných investorů DYNAMIKA. V roce 2022 získal projekt první místo v hlavní kategorii Rezidenční projekty většího rozsahu v BEST of REALTY 2022 – Nejlepší z realit a v soutěži Stavba roku 2022 získal Odbornou cenu architektů za originální urbanistické a architektonické pojetí. Od roku 2022 implementuje společnost ESG strategii, monitoruje udržitelnost v rámci svého portfolia a zavádí opatření pro snižování energetické náročnosti a uhlíkové stopy svých budov, jako například instalace fotovoltaiky na Galerii Butovice. Díky tomu se INVESTIKA realitní fond řadí mezi tzv. light green fondy, které se vyznačují svými environmentálními a sociálními aktivitami. Fond navíc postupně provádí mezinárodní environmentální certifikaci BREEAM-In-Use, která potvrzuje šetrnost těchto budov k životnímu prostředí.
V prosinci 2024 dokončil INVESTIKA realitní fond dvě významné akvizice v Polsku. V joint-venture spolupráci s lucemburskou investiční firmou BUD Holdings odkoupil kancelářskou budovu P180 od společnosti Skanska za více než 2,5 miliardy korun (100 milionů eur). Objekt nacházející se ve Varšavě zahrnuje přibližně 32 tisíc m² moderních kancelářských prostor. Budova byla dokončena v roce 2022 a dosahuje téměř plné obsazenosti, přičemž klíčovými nájemci jsou společnosti z IT a technologického sektoru.
Druhou akvizicí byla koupě portfolia pěti logistických nemovitostí o celkové ploše přes 212 tisíc m² za více než 150 milionů eur od developerské společnosti 7R. Tato transakce představuje největší obchod na polském logistickém trhu za poslední dva roky. Nemovitosti, nacházející se ve městech Krakov, Gdaňsk, Poznaň, Bydhošť a Kielce, jsou plně pronajaty téměř 30 nájemcům z odvětví logistiky, potravinářství a maloobchodu.

## Dlouhodobý investiční produkt (DIP)
Od dubna 2024 společnost INVESTIKA nabízí dlouhodobý investiční produkt (DIP), který slouží jako prostředek spoření na důchod s podporou státu formou daňového zvýhodnění. Dlouhodobý investiční produkt v roce 2024 umožňuje investici do 5 fondů, jejichž roční cílový výnos se pohybuje mezi 3 až 9 %. Podle statistik společnosti INVESTIKA jsou 4 z 10 nově uzavřených smluv realizovány v rámci režimu DIP.